# Bago, Negros Occidental
Thành phố Bago là thành phố hạng 2 ở tỉnh Negros Occidental, Philippines. Theo điều tra dân số năm 2000, thành phố này có 141.721 dân và 27.965 hộ gia đình.
Thành phố này cách Bacolod 21 km về phía nam.
Khu nghỉ mát núi Buenos Aires là một trong những địa điểm thu hút khách ở đây. Thác nước đôi Kipot cũng là một địa điểm tham quan đẹp khác.

## Các barangay
Thành phố Bago được chia ra 24 barangay.
| - Abuanan - Alianza - Atipuluan - Bacong-Montilla - Bagroy - Balingasag - Binubuhan - Busay - Calumangan - Caridad - Dulao - Ilijan | - Lag-Asan - Ma-ao Barrio - Jorge L. Araneta - Mailum - Malingin - Napoles - Pacol - Poblacion - Sagasa - Tabunan - Taloc - Sampinit |